# Microchrysa loewi
Microchrysa loewi är en tvåvingeart som beskrevs av Lindner 1938. Microchrysa loewi ingår i släktet Microchrysa och familjen vapenflugor. Inga underarter finns listade i Catalogue of Life.